# Іваненко Дмитро Дмитрович
Дмитро́ Дми́трович Іване́нко (нар. 16 (29) липня 1904, Полтава — 30 грудня 1994) — український фізик-теоретик, автор протон-нейтронної моделі атомного ядра.

## Біографія
Народився у Полтаві 16 липня (за старим стилем) 1904 у сім'ї журналіста і письменника Дмитра Олексійовича Іваненка і вчительки Лідії Миколаївни Іваненко. Молодша на два роки сестра Оксана — знана українська дитяча письменниця і перекладачка. Двоюрідний брат —  Горбань Микола Васильович — історик, архівіст, письменник.
1920 закінчив Полтавську гімназію.
Після школи, в 1920—1923 роках, навчався в Полтавському педагогічному інституті, потім — в Харківському університеті. Одночасно викладав фізику і математику в трудовій школі. З 1923 по 1927 рік продовжував навчання в Ленінградському університеті.
Деякий час працював у Полтавській астрономічній обсерваторії. У 1929—1931 роках займав посади завідувача теоретичного відділу Українського фізико-технічного інституту в Харкові, завкафедри теоретичної фізики Харківського механіко-машинобудівного інституту, професора Харківського університету. Стипендіат стипендії імені Стєклова Академії наук СРСР.
З 1931 по 1935 рік працював у Ленінграді старшим науковим співробітником Ленінградського фізико-технічного інституту, потім — завідувачем кафедри фізики Ленінградського педагогічного інституту імені М. В. Покровського. Одночасно, в 1932—1935 роках займався редакторською діяльністю в Ленінградському відділенні Державного техніко-теоретичного видавництва. Під редакцією та з коментарями та примітками Дмитра Дмитровича Іваненка вперше російською мовою вийшли збірки робіт і книги класиків сучасної фізики — Луї де Бройля, Вернера Гейзенберга, Поля Дірака, Ервіна Шредінгера, Арнольда Зоммерфельда, Артура Еддінгтона та інших.

### Сталінський терор
28 лютого 1935 року вчений був заарештований. 4 березня 1935 засуджений «особливою трійкою» НКВС на три роки. Як «соціально небезпечний елемент» направлений у Карагандинський виправно-трудовий табір, але майже через рік, 30 грудня 1935 року, табір йому був замінений до кінця строку засланням до Томська. Сам Дмитро Дмитрович вважав, що його врятував Микола Іванович Вавилов.
У засланні Д. Д. Іваненко викладав на кафедрі теоретичної фізики Томського університету, був професором, завідувачем кафедри. Потім, в 1939—1940 роках — завкафедри теоретичної фізики Свердловського університету. 25 червня 1940 року в фізичному інституті Академії наук СРСР Дмитро Дмитрович захистив докторську дисертацію за темою «Основи теорії ядерних сил». Після захисту дисертації, у тому ж 1940 році, вченому дозволили повернутися у Київ, де він також очолив кафедру теоретичної фізики у Київському державному університеті імені Тараса Григоровича Шевченка.

### Повернення із таборів
1943 року Іваненка запрошують на посаду професора фізичного факультету Московського державного університету, де він працював до останніх років свого життя.
Біографи вченого відзначають, що у квітні — серпні 1945 року вчений «перебував у лавах Радянської армії в Німеччині». Чим займався в окупованій нацистській Німеччині сорокарічний вчений не пояснюється, однак можна припустити, що фізик-ядерник залучався НКВС до вивчення трофейних документів і матеріалів німецької ядерної програми в рамках атомного проекту СРСР.
З 1944 року за сумісництвом завідував кафедрою фізики Тимірязєвської сільськогосподарської академії, де керував роботами з використання атомної науки в біології і сільському господарстві. Однак після відомої серпневої сесії ВАСХНІЛ 1948 року і початку боротьби з «метафізичним напрямом в біології» був звільнений з академії. У 1950—1960 роках продовжив роботу в цьому напрямі вже як науковий співробітник Інституту природознавства і техніки АН СРСР.
Дмитро Дмитрович Іваненко систематично бував в Україні, зокрема на так званих Ужгородських конференціях, які влаштовувалися в Ужгородському університеті головно зусиллями проф. Ю. Ломсадзе та його каферди — офіційно «Всесоюзні конференції з теорії квантових полів та елементарних частинок».
Помер 30 грудня 1994 року в Москві.

## Науковий внесок
Дмитро Дмитрович Іваненко зробив фундаментальний внесок у розвиток багатьох розділів ядерної фізики, теорії поля та теорії гравітації.
Він запропонував нову метричну геометрію (геометрія Іваненко — Ландау — Клера), спільно з Георгієм Гамовим вивів рівняння Шредінгера, виходячи з моделі 5-вимірного простору (1926). Разом з Володимиром Фоком поклав початок фундаментальному узагальненню рівняння Дірака на Ріманову геометрію (1928), разом з Амбарцумяном висунув ідею дискретного простору (1930), яка стала підґрунтям сучасної квантової теорії поля.
Світове визнання здобув у травні 1932 року, коли першим запропонував протон-нейтронну модель атомного ядра: на основі аналізу експериментальних даних він припустив, що ядро складається лише з протонів і нейтронів.
У 1934 році Іваненко разом з Ігорем Таммом запропонували модель ядерних сил шляхом обміну частинками — парою електрон-антинейтрино. Про важливість відкриття свідчить те, що в деяких енциклопедіях помилково зазначається, що І. Є. Тамм отримав Нобелівську премію саме за модель ядерних сил, а не за «черенковське випромінювання».
Ще одним видатним відкриттям Дмитра Іваненка стало передбачення ним спільно з Ісаком Померанчуком в 1944 році синхротронного випромінювання ультрарелятивістських електронів та подальші роботи з класичної теорії синхротронного випромінювання. Видана в 1949 році праця Д. Д. Іваненка і А. О. Соколова «Класична теорія поля» стала першим сучасним підручником з теорії поля.
У 60-80-ті роки спільно з учнями виконав цілий ряд робіт з теорії гравітації.

## Премії, нагороди
- У 1950 році спільно з А. О. Соколовим і І. Я. Померанчуком отримав Сталінську премію за роботи з теорії синхротронного випромінювання і з проблем електродинаміки, викладені в монографії «Класична теорія поля».
- У 1980 році нагороджений орденом Трудового Червоного Прапора «за заслуги в розвитку науки і підготовці висококваліфікованих кадрів».

## Вшанування пам'яті
У 2004 році Московський державний університет імені М. В. Ломоносова, відзначаючи 100-річчя Дмитра Дмитровича Іваненка, заснував стипендію його імені для студентів фізичного факультету.
У 2009 році кафедрою загальної фізики фізико-математичного факультету Полтавського національного педагогічного університету імені В. Г. Короленка була організована і проведена Міжнародна наукова конференція «Д. Д. Іваненко — видатний фізик-теоретик, педагог» за підтримки Міністерства освіти і науки України, Інституту теоретичної фізики НАН України імені М. М. Боголюбова, Національної академії наук України. В роботі конференції взяли участь відомі вчені-фізики з України і Росії.

## Електронний ресурс
- Сайт присвячений пам'яті Дмитра Дмитровича Іваненка на Інформаційному ресурсі Академії Досліджень Простору [Архівовано 15 березня 2011 у Wayback Machine.]
- Сайт Д. Д. Іваненка